# Vossia cuspidata
Vossia cuspidata är en gräsart som först beskrevs av William Roxburgh, och fick sitt nu gällande namn av William Griffiths. Vossia cuspidata ingår i släktet Vossia och familjen gräs. Inga underarter finns listade i Catalogue of Life.